# Glomera cyatheicola
Glomera cyatheicola är en orkidéart som beskrevs av Pieter van Royen. Glomera cyatheicola ingår i släktet Glomera och familjen orkidéer.
Artens utbredningsområde är Papua Nya Guinea. Inga underarter finns listade i Catalogue of Life.